# David Raum
David Raum (* 22. dubna 1998, Norimberk) je německý fotbalový obránce a fotbalový záložník, který hraje za německý klub RB Leipzig, kam přestoupil z Hoffenheimu, a za německý národní tým. Byl zařazen do výběru Německa na Euro 2024, jde několikrát střídal různé hráče.
Začínal v Greuther Fürthu a z něj přestoupil do Lipska.
S Lipskem vyhrál DFB Pokal a DFB Supercup.